# Parmjit Dhanda
Parmjit Singh Dhanda (né le 17 septembre 1971) est un homme politique du parti travailliste britannique qui est député de Gloucester de 2001 à 2010. Il occupe également plusieurs fonctions gouvernementales.

## Jeunesse
Dhanda est né à Londres d'immigrants indiens d'origine sikh Pendjabis et grandit à Southall . Sa mère est femme de ménage dans un hôpital local, tandis que son père est chauffeur de camion. Il fait ses études à la Mellow Lane School, une école publique à Hayes, Middlesex, avant d'assister à l'Université de Nottingham, où il obtient un baccalauréat en génie en 1993 et une maîtrise en technologie de l'information en 1995.
Dhanda est le seul ministre sikh à ce jour.
Dhanda est marié et a deux enfants. Il est membre du Syndicat des travailleurs des ateliers , de la distribution et des activités connexes (USDAW) depuis 1999. Il parle le pendjabi et le français, en plus de l'anglais.

## Carrière politique
Dhanda milite au parti travailliste dans l'ouest de Londres, le Hampshire et le Wiltshire en 1996, puis continue au niveau national au syndicat Connect en 1998 où il reste jusqu'à ce qu'il soit élu à Westminster. Il est élu conseiller du Borough londonien de Hillingdon en 1998 et siège au conseil jusqu'en 2002. En tant que membre de la liste du Labour pour les élections au Parlement européen de 1999, il est le plus jeune candidat au Parlement européen du pays, âgé de 27 ans.
Il est choisi pour se présenter dans la circonscription de Gloucester aux élections générales de 2001, à la suite de la décision de Tess Kingham de se retirer. Il prononce son premier discours à la Chambre des communes le 27 juin 2001, dans lequel il fait référence à l'article du journal local déclarant (lors de sa sélection par le Parti travailliste) que «le peuple de Gloucester n'avait pas atteint un état de conscience suffisamment avancé pour accepter un «étranger» en tant que député local » . Au parlement, Dhanda est membre du comité spécial de la science et de la technologie de son élection jusqu'en 2003. Il aide à mettre en place un groupe multipartite sur les télécommunications, dont il est secrétaire. En décembre 2004, il est nommé secrétaire parlementaire privé du ministre des Écoles Stephen Twigg.
En 2003, le Premier ministre demande à Dhanda de seconder le Queens Humble Discours aux Chambres du Parlement.
Il conserve son siège en 2005 avec une majorité accrue de 4 280 voix. Après l'élection, Dhanda est nommé au poste de whip adjoint du gouvernement. En mai 2006, il est nommé Sous-secrétaire d'État parlementaire chargé des enfants, des jeunes et des familles au ministère de l'Éducation et des Compétences. À ce poste, il met en œuvre le livre vert «Care Matters», introduisant de nouvelles mesures radicales de soutien pour 30 000 enfants dans le système de soins. Le 28 juin 2007, il est nommé sous-secrétaire d'État parlementaire pour les communautés et le gouvernement local avec la responsabilité du service d'incendie et de sauvetage, de la cohésion communautaire et de la planification. Il est remplacé par Sadiq Khan le 6 octobre 2008.
En 2009, il mène une campagne pour être président de la Chambre des communes, obtenant 4,4% des voix au premier tour de scrutin ,.
Lors de la conférence des orateurs en octobre 2009, Dhanda critique le fait que les 23 membres du cabinet de Gordon Brown sont blancs, alors que le dernier cabinet de Tony Blair avait deux ministres "minoritaires ethniques" . Brown souligne qu'il a un procureur général noir (Patricia Scotland) et un ministre d'État asiatique des Transports (Sadiq Khan) qui viennent au Cabinet (mais uniquement lorsque leurs responsabilités ministérielles sont à l'ordre du jour).
Aux élections générales de 2010, Dhanda perd son siège au profit de Richard Graham (homme politique) du Parti conservateur. Le Telegraph (Calcutta) rapporte qu'en décembre 2010, Dhanda a décidé de se retirer de la politique, passant de Gloucester à Londres. Il ne s'est pas représenté aux élections générales de 2015 .
Après les élections générales de 2010, il devient directeur non exécutif de l'Association du logement de Hanovre - une association spécialisée dans le logement et l'aide aux personnes âgées et en tant que responsable parlementaire et de campagne pour le syndicat Prospect.
En 2014, il commande une étude publiée dans The Guardian sur le manque de représentation des communautés BME dans les chambres du Parlement . En 2015, Dhanda publié ses mémoires politiques, My Political Race, An Outsider's Journey to the Heart of British Politics .